# Arcadia, New York
Arcadia är en kommun (town) i Wayne County i delstaten New York. Vid 2020 års folkräkning hade Arcadia 13 732 invånare. Största delen av kommuninvånarna bor i municipalsamhället Newark.